# Општине у округу Ајхах-Фридберг
Немачки округ у Баварској Ајхах-Фридберг има 24 општине:
- Аделцхаузен
- Ајндлинг
- Ајхах
- Афинг
- Бар
- Дасинг
- Зиленбах
- Инхенхофен
- Кисинг
- Кихбах
- Меринг
- Мерхинг
- Обергрисбах
- Ојрасбург
- Петерсдорф
- Петмес
- Релинг
- Рид
- Тодтенвајс
- Фридберг
- Холенбах
- Шилтберг
- Шмихен
- Штајндорф